# Araneus licenti
Araneus licenti là một loài nhện trong họ Araneidae.
Loài này thuộc chi Araneus. Araneus licenti được Ehrenfried Schenkel-Haas miêu tả năm 1953.